# Godzilla 2000: Millennium
Godzilla 2000: Millennium är en japansk film från 1999 regisserad av Takao Okawara. Det är den tjugotredje filmen om det klassiska filmmonstret Godzilla.

## Handling
Det är 2000 och Godzilla Prediction Network studerar och spårar Godzilla när han dyker upp vid Nemuros kust och förstör staden totalt. Tidigare under veckan har ett 60 miljoner år gammalt stenblock upptäckts, utan förvarning börjar det flyta mot Godzilla. De möts i Tokai Mura. Godzilla använder sin ultrastarka eldandedräkt, stenblocket bryts sönder och avslöjar ett UFO. UFO:t tvingar Godzilla ut i havet och åker mot Shinjuku där det slutliga slaget mellan UFO:t och Godzilla äger rum. 

## Om filmen
Filmen är inspelad i Japan och hade världspremiär vid filmfestivalen i Tokyo den 6 november 1999, den har inte haft svensk premiär.

## Rollista (urval)
- Takehiro Murata - professor Yuji Shinoda
- Hiroshi Abe - Mitsuo Katagiri
- Naomi Nishida - Yuki Ichinose
- Mayu Suzuki - Io Shinoda
- Shirô Sano - professor Shiro Miyasaka
- Tsutomu Kitagawa - Godzilla